# Alan Beith
Alan Beith, född 20 april 1943 i Poynton, Cheshire, är en brittisk politiker inom Liberaldemokraterna. Han representerade valkretsen Berwick-upon-Tweed i underhuset från 1973, ursprungligen för Liberal Party, till 2015.
Beith var Deputy Leader (ungefär vice partiledare) för liberaldemokraterna mellan 1992 och 2002.
Han adlades 2015 som Lord Beith.